# Football Club Emmen
Football Club Emmen es un club de fútbol neerlandés de la ciudad de Emmen. Fue fundado en 1925 y milita en la Eerste Divisie, la segunda división del fútbol nacional, desde 1985. En 2018, el Emmen ascendió a la Eredivisie por primera vez. Sus partidos como local se juegan en el De Oude Meerdijk.

## Historia
La asociación fue fundada el 25 de agosto de 1925 como Noordbarge Emmen Combinatie (NEC). El 20 de enero de 1927, la asociación pasó a llamarse voetbalvereniging Emmen (vv Emmen). Cuando se introdujo la liga profesional en 1954, se decidió permanecer en el campo amateur. En 1985 finalmente cambiaron al fútbol profesional y se llamaron BVO Emmen (BVO = Betaald Voetbal Organizatie), mientras que el club que permaneció en el fútbol amateur mantuvo el nombre de vv Emmen. El club de fútbol profesional se llama FC Emmen desde 2005.
Después de que el equipo hubiera competido en la Eerste Divisie de segunda categoría sin interrupciones desde la temporada 1985/86, la temporada 2018-19 ganó su primer ascenso a la primera división neerlandesa. Jugaron su primer partido de la Eredivisie el 12 de agosto de 2018 en el ADO Den Haag y ganaron 2-1. Glenn Bijl marcó el primer gol del Emmen en la máxima categoría. El Emmen terminó 14.º en su primera temporada en la Eredivisie y aseguró su puesto para la temporada 2019-20.
En la temporada 2020-21 de la Eredivisie el club perdió la categoría al perder el play-off de ascenso-descenso contra el NAC Breda, retornando a la segunda división neerlandesa.
En la temporada 2021-22 el club sería campeón de la Eerste Divisie, volviendo inmediatamente a la máxima categoría del fútbol neerlandés. Sin embargo, solo una temporada después, en la temporada 2022-23 de la Eredivisie nuevamente pierde la categoría tras perder la final de los play-offs contra el Almere City con un global 1-4.

## Estadio
El FC Emmen juega sus partidos como local en el estadio De Oude Meerdijk. El estadio, que fue renovado en 2001, está ubicado en el Meerdijk Sports and Business Park y posee una capacidad de 8.600 espectadores.

## Palmarés
- Eerste Divisie: 1

2021-22
- Sunday amateur football title: 1

1974–75
- Sunday Hoofdklasse C: 1

1974–75